# Dreamcatcher Company
DREAMCATCHER COMPANY（韓語：드림캐쳐 컴퍼니）是韓國的經紀公司，前身是Happy Face娛樂（韓語：해피페이스 엔터테인먼트），成立於2009年1月19日，旗下藝人包括Dreamcatcher等藝人。
2019年2月13日，Happy Face娛樂宣布正式改名為DREAMCATCHER COMPANY。同年3月曾成立為D1CE專屬部門公司D1CE娛樂，2023年1月20日，組合因合約到期正式解散，D1CE娛樂也正式解散。

## 旗下藝人

### 組合
- 個人約結束離開公司藝人以斜體表示

| 出道日期      | 組合名稱     | 性別 | 成員                                     | 隊長 | 官方粉絲名           | 官方應援色 |
| ------------- | ------------ | ---- | ---------------------------------------- | ---- | -------------------- | ---------- |
| 2017年1月13日 | Dreamcatcher | 女   | 祉攸、秀雅、始娟、韓東、裕賢、多美、佳泫 | 祉攸 | InSomnia（인썸니아） |            |

### 個人歌手
- 李承鎬（朝鲜语：이승호 (1991년)）
- 李詩恩

## 旗下練習生
- 金俊亨

## 已離開藝人
- 4Men（朝鲜语：포맨）
- Nassun（朝鲜语：낯선）
- MIIII（朝鲜语：미 (가수)）
- E-Tribe（英语：E-Tribe）
- BEN
- One Two（朝鲜语：원투）
- Happy Face
- 산체스（朝鲜语：산체스 (래퍼)）
- HybRefine（朝鲜语：하이브리파인）
- Dal★Shabet
  - 薇琪（朝鲜语：백다은）
  - 祉潏（英语：Jiyul (singer)）
  - 佳恩
  - 世理
  - 雅英
  - 秀彬
  - 優熙（UNI.T）
- 南賢俊（朝鲜语：팝핀현준）
- 朴愛利
- D1CE（2019年-2023年）
  - 勇根
  - 賢洙
  - 游寯
  - 優啿
  - 眞榮
- Dreamcatcher
  - 多美（2014年-2025年）
  - 韓東、佳泫（2017年-2025年）

### 昔日練習生
- 黃世真（WANNA.B）
- 方賢雅（琳雅，前Bella4預備成員，WANNA.B）
- 韓聖熙（前SUNMI伴舞，現TWICE、NIZIU演唱會伴舞，https://instagram.com/hs.hee?igshid=1gy1amm1qf3k8（页面存档备份，存于））
- 朴喜晙（VAV）
- 李承桓（ROMEO）
- 金正祐（NINE.i、《under nineteen》）
- 《PRODUCE 101》
  - 金智盛
  - 金洪恩
  - 金詩賢（AQUA、《MIX NINE》）
  - 金姿延（1NB）
  - 黃守延（轉為Dreamcatcher Company旗下編舞師）
  - 黃娥英（Black Mamba）
  - 李秀賢（《MIX NINE》）
  - 金宇靜（D.A.L）
- 李時安（偶像學校、PRODUCE 48參賽者）
- H Next Boys
  - 丁元澈（A6P、《PRODUCE 101 第二季》、MY.st）
  - 李鍾旻
  - 朴炯珍
  - 趙允燦
  - 尹宰喜（《MIX NINE》）
  - 元鉉植《PRODUCE X 101》
  - 金正祐《Under Nineteen》
  - 滑川光祐《Under Nineteen》

## 外部連結
Happy Face娛樂
- Happy face Entertainment的官網
- Happy face Entertainment的Twitter （页面存档备份，存于）
- Happy face Entertainment的FaceBook（页面存档备份，存于）
- Happy face Entertainment的YouTube（页面存档备份，存于）